# NGC 6134
NGC 6134 је расејано звездано јато у сазвежђу Угломер које се налази на NGC листи објеката дубоког неба.
Деклинација објекта је - 49° 9' 51" а ректасцензија 16h 27m 43,6s. Привидна величина (магнитуда) објекта NGC 6134 износи 7,2. NGC 6134 је још познат и под ознакама OCL 968, ESO 226-SC9.